# Alois Knoepfler
Alois Knoepfler (* 29. August 1847 in Schomburg (Wangen im Allgäu); † 14. Juli 1921 ebenda) war ein deutscher römisch-katholischer Theologe und Kirchenhistoriker. Er war ordentlicher Professor für Kirchengeschichte in München.

## Leben
Sein Vater war Franz Xaver Knöpfler und seine Mutter Krescentia Knöpfler geb. Fugel. Knoepfler studierte ab 1868 römisch-katholische Theologie und Philosophie an der Katholisch-Theologischen Fakultät der Universität Tübingen. Am 3. August 1874 wurde er in Rottenburg am Neckar zum Priester geweiht. Er war Mitglied der Theologengesellschaft Guelfia Tübingen, der katholischen Studentenverbindungen AV Guestfalia Tübingen im CV (ab 1876), KDStV Aenania München im CV (Ehrenmitglied ab 1887) und KSStV Alemannia München im KV (Ehrenmitglied).
Ab 1886 war Knoepfler ordentlicher Professor für Kirchengeschichte an der Theologischen Fakultät der Ludwig-Maximilians-Universität München und gründete das dortige Kirchenhistorische Seminar. In den Studienjahren 1893/1894 sowie 1911/1912 war er Rektor der Universität. Knoepfler unterzeichnete 1914 das Manifest der 93. Im Jahre 1917 beendete er seine berufliche Laufbahn an der Universität München und ging in den Ruhestand.
Knoepfler starb am 14. Juli 1921 in seinem Geburtsort Schomburg.

## Werke (Auswahl)
- Manual de historia eclesiástica- Freiburg : Herder, [1925], [2. Abdruck von] 1908	.
- Lehrbuch der Kirchengeschichte - Freiburg i. B. : Herder, 1910, 5. verm. und verb. Aufl.
- Lehrbuch der Kirchengeschichte - Freiburg i. B. : Herder, 1920, 6., verm. u. verb. Aufl.
- Das Christusbild und die Wissenschaft - [s. l.] : [s. n.] München ( : Kgl. Hof- u. Universitäts-Buchdr. Dr. E. Wolf & Sohn), 1911.

- Rabani Mauri de institutione clericorum libri tres - Monachii : Lentner, 1900 (ältere Ausgabe der Schrift De institutione clericorum des Hrabanus Maurus).
- Conciliengeschichte / Bd. 5, 1896, 2., verm. u. verb. Aufl.
- Conciliengeschichte / Bd. 6, 1890, 2., verm. u. verb. Aufl.

## Auszeichnungen und Preise (Auswahl)
- 1904: Erzbischöflicher Geistlicher Rat
- 1907: Andreas Biglmair (Hg.), Festgabe Alois Knöpfler zur Vollendung des 60. Lebensjahres
- 1907: Verdienstorden vom Hl. Michael III. Klasse
- 1911: Prinzregent-Luitpold-Medaille in Silber
- 1911: Königlicher Geheimer Hofrat
- 1917: Ehrenkreuz des Verdienstordens vom Hl. Michael
- 1917: Festschrift zum 70. Geburtstag